# Springfield Lake (Annapolis)
Springfield Lake är en sjö i Kanada.   Den ligger i provinsen Nova Scotia, i den sydöstra delen av landet, 900 km öster om huvudstaden Ottawa. Springfield Lake ligger 163 meter över havet. Arean är 1,0 kvadratkilometer. Den sträcker sig 1,4 kilometer i nord-sydlig riktning, och 1,4 kilometer i öst-västlig riktning.
I omgivningarna runt Springfield Lake växer i huvudsak blandskog. Runt Springfield Lake är det glesbefolkat, med 14 invånare per kvadratkilometer.